# Швейцария на «Евровидении-2007»
Швейцария на конкурсе песни Евровидение 2007, проходившем в столице Финляндии в городе Хельсинки, выступала в 48-й раз. Страну представил Питер Рене Бауманн, более известный как DJ BoBo, с написанной им песней Vampires Are Alive. Бауманн выступал в дуэте с Кимией Фонкам (также известная как Кимия Скарлетт). Швейцария, вопреки прогнозам букмекеров, не вышла в финал, заняв только 20-е место в полуфинале.

## Исполнитель
Dj Bobo (наст. имя — Рене Бауманн) родился 5 января 1968 года. В 1984 году начал заниматься музыкой. Псевдоним DJ Bobo он взял в том же году. С 1985 года DJ Bobo работает диджеем. Через год он занимает 2 место в швейцарском чемпионате диск-жокеев. Собственный первый сингл «I Love You» был выпущен в 1991 году. Хит «Somebody Dance With Me», выпущенный в ноябре 1992 года, достиг первой позиции в швейцарских чартах. DJ Bobo стал первым швейцарским артистом, занявшим первую строку в чарте родной страны за последние 16 лет. В 1993 году вышел первый альбом исполнителя — «Dance With Me», получивший статус платинового. В октябре 1999 года вышел т. н. «черный альбом», под названием «Level 6», который занял первую строку в швейцарских чартах и был награждён платиновым диском в Швейцарии и золотым в Германии. Летом 2000 года DJ Bobo получил премию World Music Awards в Монте Карло, в 6-й раз подряд. Вскоре вышла автобиография певца «Gestatten, Rene Baumann».

## Национальный отбор
DJ BoBo объявил о своём участии на пресс-конференции 11 октября 2006. В отборе участвовали опытные, имеющие не менее одного хита в топ-50 национального чарта исполнители. Заявки принимались до 30 ноября. В декабре 2006 года телекомпания SFDRS в лице Совета швейцарского телевидения объявила, что из более чем 200 кандидатов был выбран в качестве кандидата именно BoBo. Совет получил негативные комментарии за несправедливое отношение к менее известным швейцарским артистам, но решение не изменилось. В марте 2007 года Федеральный демократический союз Швейцарии собрал 50 тысяч подписей с призывом снять DJ BoBo с Евровидения или сменить песню: по словам представителей этой партии, песня негласно пропагандировала подростковый суицид. Требования союза были проигнорированы в итоге.

## Выступление
В полуфинале Швейцария выступала под номером 8. На сцене были установлены несколько восковых фигур, имитировавших вампиров. Выступали шестеро человек (согласно правилам Евровидения) — четыре танцора, а также Бобо в дуэте с певицей Кимией Скарлетт (нем. Kimia Scarlett). Песня исполнялась в другой аранжировке по сравнению с радиоверсией. Бобо был фаворитом у букмекеров не только на выход в финал, но и на победу в конкурсе, но музыкальными критиками не расценивался как таковой. Автор интернет-проекта «Евровидение-Казахстан» Андрей Михеев рассчитывал на успешное шоу и считал, что Бобо может справиться со своим главным конкурентом в лице Дмитрия Колдуна из Белоруссии:

- Музыка: Не оригинально, явно написано под среднестатистического слушателя, и по мнению DJ Bobo, особенно должно понравиться Восточной Европе. 8/10
- Текст: Хм... Оригинальный подход, практически никто не ожидал от DJ Bobo песни о вампирах. 9/10
- Вокал: Студийные вокалы неплохи, смогут ли они повторить их в живую? 8/10
- Итог: Песня явно играет на одной территории с белорусской композицией и может сильно подпортить ей шансы, однако многое будет зависеть от их позиций по жеребьевке. Шоу постановка швейцарской песни должна быть интересной... 8/10

Российский музыкальный критик, председатель российского фан-клуба OGAE Антон Кулаков не был настроен так оптимистично, назвав песню бесформенной:

- Музыка: Странные звуки, и вообще в музыкальном плане песня очень странная и бесформенная. 7/10
- Текст: Тема эээ... тема вампиров выдержана. 7/10
- Вокал: Чем то напомнило Маккоя. Не особые ощущения. 6/10
- Итог: На некоторой схожести с Дином с 2004 не выедет.

BoBo занял только 20-е место в полуфинале с 40 очками и отстал от спасительного 10-го места на 51 очко.

## Голосование
| 12 баллов | Сербия     |
| 10 баллов | Турция     |
| 8 баллов  | Португалия |
| 7 баллов  | Албания    |
| 6 баллов  | Македония  |
| 5 баллов  | Хорватия   |
| 4 балла   | Венгрия    |
| 3 балла   | Австрия    |
| 2 балла   | Латвия     |
| 1 балл    | Нидерланды |

| 12 баллов | Сербия               |
| 10 баллов | Турция               |
| 8 баллов  | Босния и Герцеговина |
| 7 баллов  | Германия             |
| 6 баллов  | Македония            |
| 5 баллов  | Испания              |
| 4 балла   | Греция               |
| 3 балла   | Венгрия              |
| 2 балла   | Украина              |
| 1 балл    | Финляндия            |

### Баллы, полученные Швейцарией
| 12 баллов | 10 баллов | 8 баллов   | 7 баллов                             | 6 баллов   |
| --------- | --------- | ---------- | ------------------------------------ | ---------- |
|           | - Мальта  | - Германия |                                      | - Андорра  |
| 5 баллов  | 4 балла   | 3 балла    | 2 балла                              | 1 балл     |
|           | - Латвия  | - Дания    | - Кипр - Эстония - Греция - Словения | - Хорватия |